# Valsavarenche (valle)
La Valsavarenche (pronuncia fr. valsavaʁɑ̃ʃ - Vassavaèntse in patois valdostano standard, Ouahèntse nell'uso locale) è una valle laterale della Valle d'Aosta.

## Toponimo
Il toponimo in patois valdostano standard è Vassavaèntse, mentre localmente è Ouahèntse. Prende il nome dal torrente Savara, il principale corso d'acqua della vallata.

## Geografia

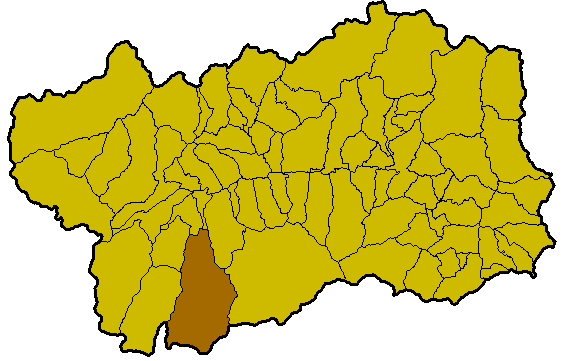
Collocazione della Valsavarenche all'interno della Valle d'Aosta

Appartiene al bacino idrografico destro della Dora Baltea e si trova tra la Val di Rhêmes e la Val di Cogne. La testata appartiene al massiccio del Gran Paradiso. Una lunga ed imponente cresta di montagne la divide a partire dal punto culmine (il Gran Paradiso) dalla val di Cogne. 
Questa cresta possiede come vette principali l'Herbétet e la Grivola. Meno imponente è invece la cresta che la separa dalla Val di Rhêmes; qui le vette più importanti sono il Mont Taou Blanc e la Punta di Bioula. È solcata dal torrente Savara, tributario di destra della Dora Baltea e la maggior parte della valle si situa all'interno del Parco Nazionale del Gran Paradiso.

### Orografia

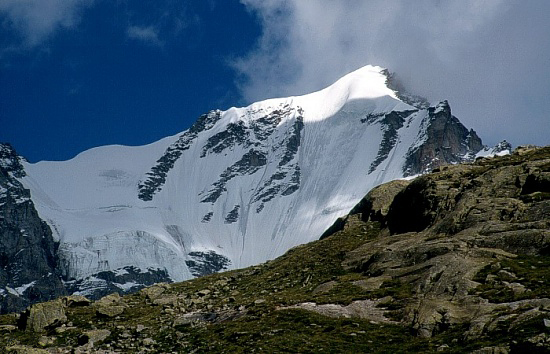
Il Gran Paradiso visto dalla Valsavarenche.

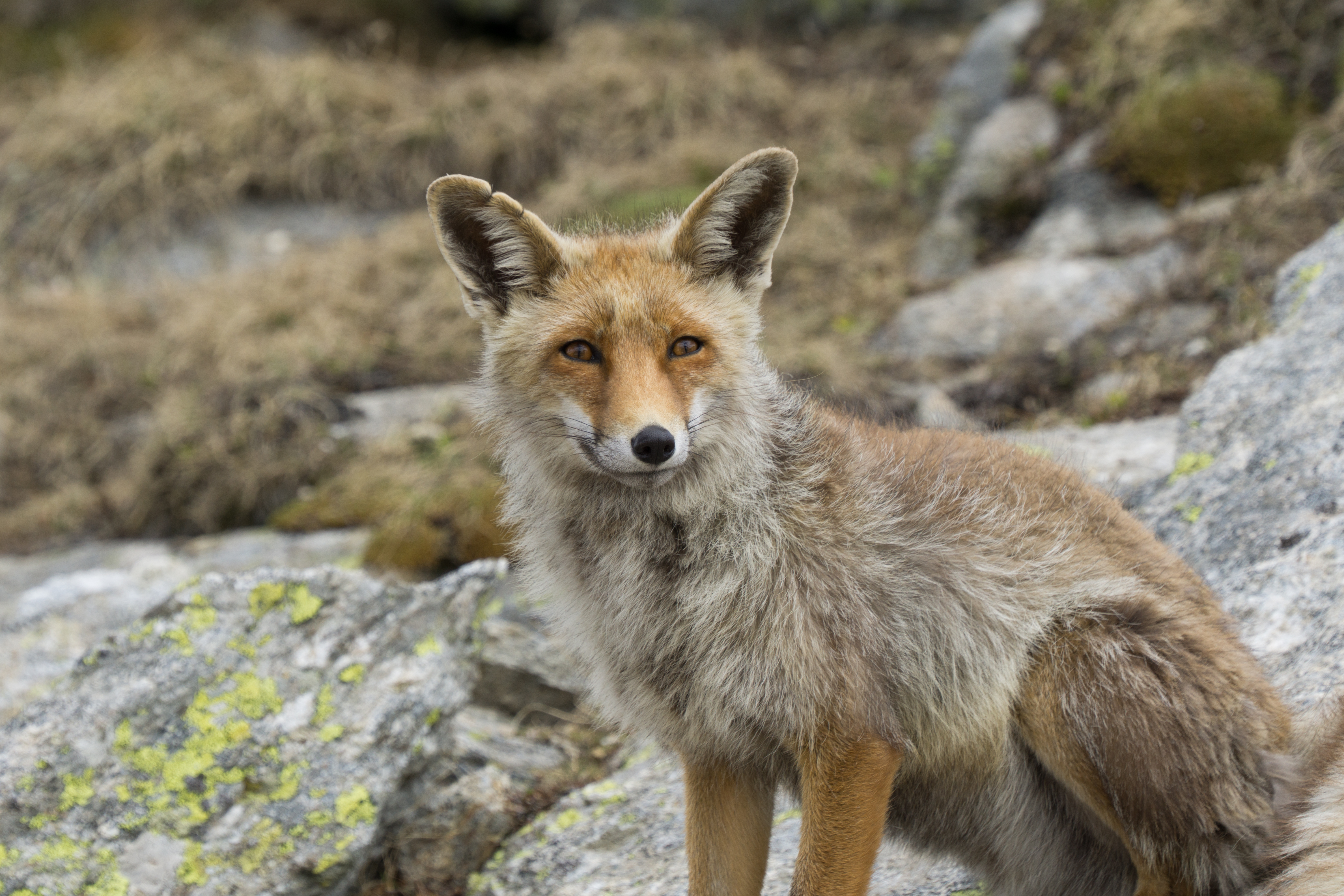
Una volpe in Valsavarenche.

I monti principali che contornano la valle sono:
- Gran Paradiso - 4.061 m
- Grivola - 3.969 m
- Becca di Moncorvé - 3.875 m
- Herbétet - 3.778 m
- Becca di Montandayné - 3.728 m
- Ciarforon - 3.642 m
- Tresenta - 3.609 m
- Gran Serra - 3.552 m
- Becca di Monciair - 3.544 m
- Grand Nomenon - 3.488 m
- Denti del Broglio - 3.454 m
- Cima dell'Aouillé - 3.445 m
- Mont Taou Blanc - 3.438 m
- Cima di Entrelor - 3.430 m
- Punta di Bioula - 3.414 m
- Punta del Tuf - 3.395 m
- Punta Violetta - 3.031 m
- Cima dell'Arollay - 2.996 m

### Valichi principali

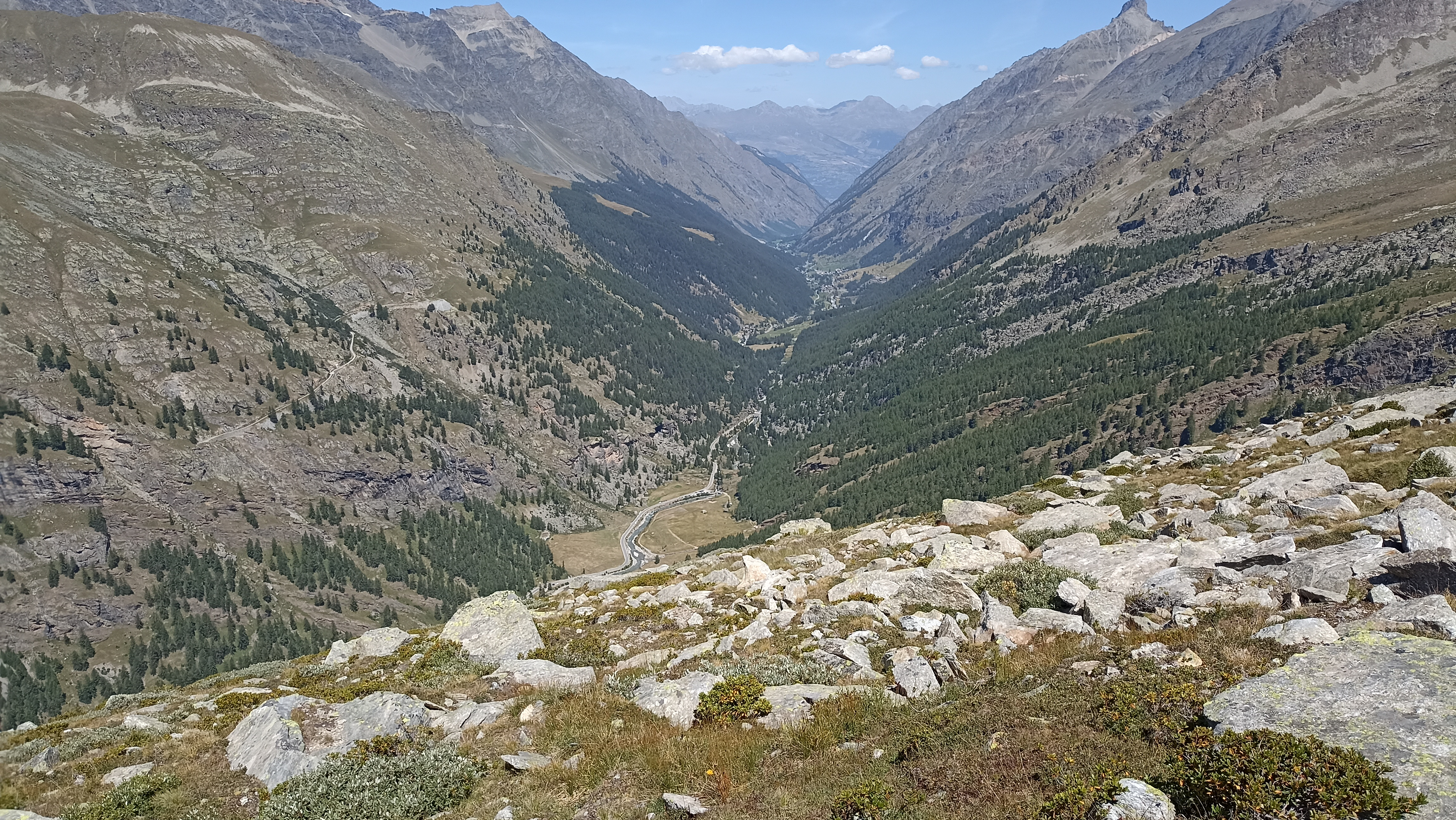
La valle vista dal sentiero che unisce il rifugio Federico Chabod al rifugio Vittorio Emanuele.

La valle non possiede facili collegamenti con le vallate vicine. I valichi alpini principali sono:
- Colle del Gran Paradiso - 3.349 m - verso la valle dell'Orco
- Colle del Charforon - 3.331 m - verso la valle dell'Orco
- Col du Loson - 3.299 m - verso la val di Cogne
- Colle dell'Herbetet - 3.257 m - verso la val di Cogne
- Colle del Grand-Étret - 3.158 m - verso la valle dell'Orco
- Col de l'Entrelor - 3.002 m - verso la Val di Rhêmes
- Colle di Sort - 2.967 m - verso la Val di Rhêmes
- Colle del Nivolet - 2.641 m - verso la valle dell'Orco

## Centri abitati

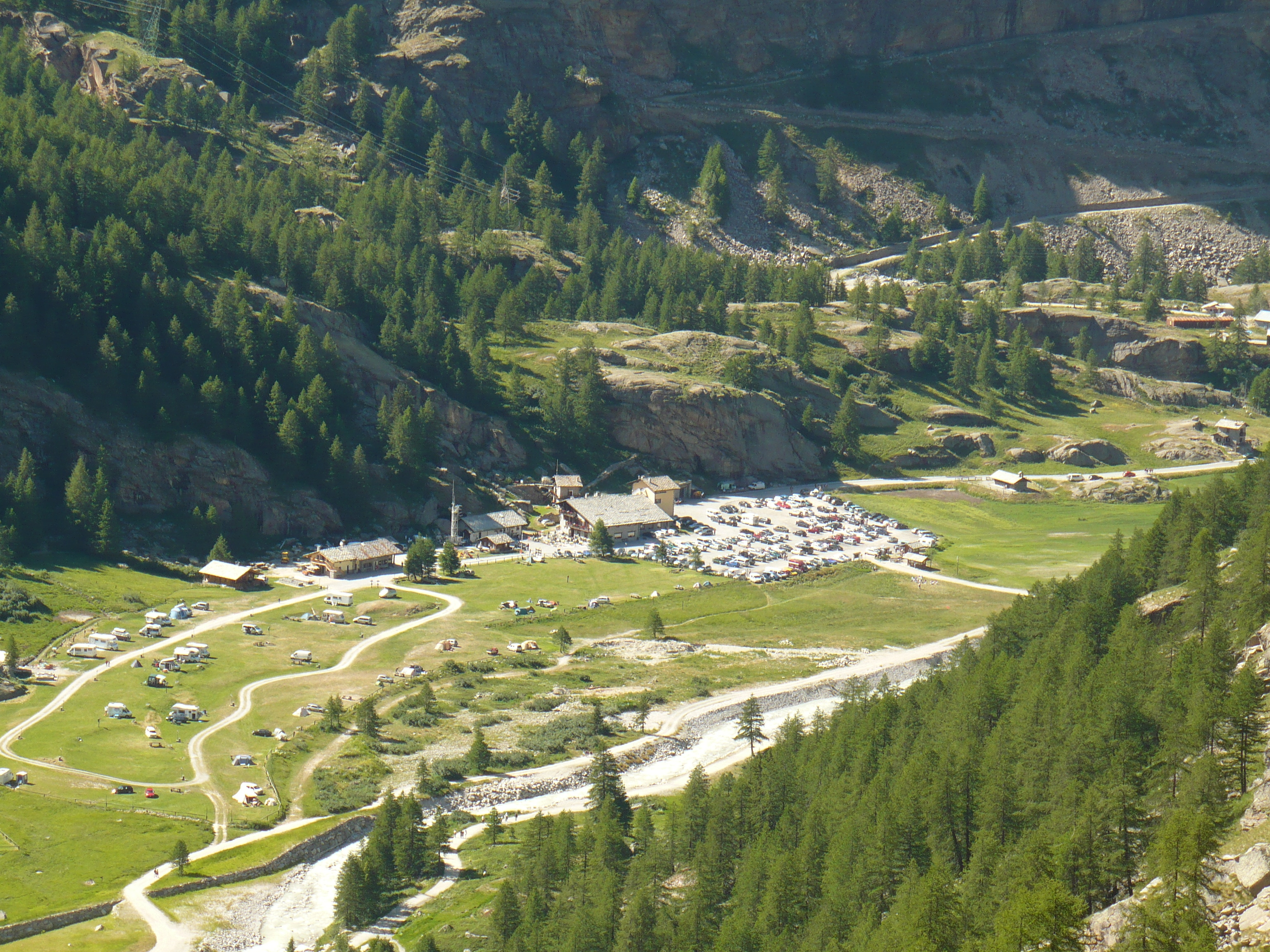
La frazione Pont vista dal sentiero che conduce al Rifugio Vittorio Emanuele II.

La vallata è totalmente appartenente al comune omonimo.

## Turismo
Per favorire l'ascensione ai monti della valle e l'escursionismo in alta quota la valle è dotata di alcuni rifugi alpini e bivacchi:
- Bivacco Renzo e Sebastiano Sberna - 3.414 m
- Bivacco della Grivola - 3.320 m
- Rifugio Vittorio Emanuele II - 2.732 m
- Rifugio città di Chivasso - 2.604 m
- Rifugio Federico Chabod - 2.750 m
- Rifugio Albergo Savoia - 2.534 m

La valle è inoltre attraversata dall'Alta via della Valle d'Aosta n. 2.